# ULEB Cup 2006/07
Die Saison 2006/07 war die 5. Spielzeit des von der ULEB ausgetragenen ULEB Cup, der heute als EuroCup firmiert.
Den Titel gewann Real Madrid aus Spanien.

## Modus
Es nahmen 24 Mannschaften aus 15 Nationen teil. Die Saison begann am 31. Oktober 2006 und endete mit dem Finale am 10. April 2007. Die 24 Teams wurden aufgeteilt in 4 Gruppen mit je sechs Teams. Es wurde eine Doppelrunde jeder gegen jeden gespielt. Die vier Besten jeder Gruppe erreichten das Achtelfinale. Die Sieger in diesem sowie im Viertelfinale und im Halbfinale wurden in Hin- und Rückspiel ermittelt. Das Finale wurde in einem Spiel ausgetragen.

## Teilnehmer an der Hauptrunde
| Land         | Anzahl | Mannschaften           | Mannschaften       | Mannschaften         |
| ------------ | ------ | ---------------------- | ------------------ | -------------------- |
| Serbien      | 3      | KK Roter Stern Belgrad | Hemofarm Vršac     | FMP Železnik Belgrad |
| Belgien      | 2      | Telindus Oostende      | Dexia Mons-Hainaut |                      |
| Deutschland  | 2      | ALBA Berlin            | Brose Baskets      |                      |
| Frankreich   | 2      | SLUC Nancy Basket      | Straßburg IG       |                      |
| Griechenland | 2      | AEK Athen              | PAOK Thessaloniki  |                      |
| Italien      | 2      | Montepaschi Siena      | Snaidero Udine     |                      |
| Russland     | 2      | UNICS Kasan            | BK Chimki          |                      |
| Spanien      | 2      | CB Gran Canaria        | Real Madrid        |                      |
| Bulgarien    | 1      | Lukoil Akademik        |                    |                      |
| Israel       | 1      | Hapoel Jerusalem       |                    |                      |
| Lettland     | 1      | BK Ventspils           |                    |                      |
| Litauen      | 1      | Lietuvos rytas         |                    |                      |
| Niederlande  | 1      | EiffelTowers Den Bosch |                    |                      |
| Polen        | 1      | Anwil Włocławek        |                    |                      |
| Türkei       | 1      | Beşiktaş Cola Turka    |                    |                      |

## Gruppenphase

### Gruppe A
| Team              | Sp | S | N | P+  | P-  |
| ----------------- | -- | - | - | --- | --- |
| 1. Lietuvos rytas | 10 | 7 | 3 | 822 | 758 |
| 2. SLUC Nancy     | 10 | 7 | 3 | 844 | 764 |
| 3. Hemofarm Vršac | 10 | 6 | 4 | 798 | 752 |
| 4. Gran Canaria   | 10 | 5 | 5 | 690 | 700 |
| 5. Brose Baskets  | 10 | 3 | 4 | 693 | 772 |
| 6. AEK Athen      | 10 | 2 | 8 | 721 | 822 |

### Gruppe B
| Team               | Sp | S | N | P+  | P-  |
| ------------------ | -- | - | - | --- | --- |
| 1. FMP Belgrad     | 10 | 8 | 2 | 846 | 778 |
| 2. Ventspils       | 10 | 7 | 3 | 827 | 779 |
| 3. Straßburg IG    | 10 | 5 | 5 | 775 | 767 |
| 4. Snaidero Udine  | 10 | 5 | 5 | 801 | 792 |
| 5. Anwil Włocławek | 10 | 3 | 7 | 753 | 779 |
| 6. Beşiktaş        | 10 | 2 | 8 | 726 | 799 |

### Gruppe C
| Team                 | Sp | S | N | P+  | P-  |
| -------------------- | -- | - | - | --- | --- |
| 1. Montepaschi Siena | 10 | 8 | 2 | 808 | 748 |
| 2. BK Chimki         | 10 | 5 | 5 | 866 | 835 |
| 3. Hapoel Jerusalem  | 10 | 5 | 5 | 821 | 796 |
| 4. ALBA Berlin       | 10 | 4 | 6 | 759 | 770 |
| 5. Lukoil Akademik   | 10 | 4 | 6 | 724 | 787 |
| 6. Telindus Ostende  | 10 | 4 | 6 | 741 | 783 |

### Gruppe D
| Team                   | Sp | S | N | P+  | P-  |
| ---------------------- | -- | - | - | --- | --- |
| 1. Real Madrid         | 10 | 7 | 3 | 827 | 710 |
| 2. UNICS Kasan         | 10 | 7 | 3 | 896 | 820 |
| 3. Roter Stern Belgrad | 10 | 7 | 3 | 835 | 806 |
| 4. PAOK Thessaloniki   | 10 | 6 | 4 | 725 | 778 |
| 5. EiffelTowers        | 10 | 2 | 8 | 823 | 870 |
| 6. Dexia Mons-Hainaut  | 10 | 1 | 9 | 778 | 900 |

## Achtelfinale
|                        | Gesamt  |                      | Hinspiel | Rückspiel |
| ---------------------- | ------- | -------------------- | -------- | --------- |
| CB Gran Canaria        | 148:158 | FMP Železnik Belgrad | 84:88    | 64:70     |
| Hapoel Jerusalem       | 161:135 | BK Ventspils         | 88:73    | 73:62     |
| Strasbourg IG          | 175:160 | SLUC Nancy Basket    | 89:86    | 86:74     |
| Snaidero Udine         | 135:140 | Lietuvos rytas       | 60:65    | 75:75     |
| ALBA Berlin            | 122:147 | Real Madrid          | 65:74    | 57:73     |
| KK Roter Stern Belgrad | 182:153 | BK Chimki            | 89:77    | 93:76     |
| Hemofarm Vršac         | 137:185 | UNICS Kasan          | 73:90    | 64:95     |
| PAOK Thessaloniki      | 142:161 | Montepaschi Siena    | 62:79    | 80:82     |

## Viertelfinale
|                        | Gesamt  |                      | Hinspiel | Rückspiel |
| ---------------------- | ------- | -------------------- | -------- | --------- |
| Hapoel Jerusalem       | 158:167 | FMP Železnik Belgrad | 88:79    | 70:88     |
| Strasbourg IG          | 139:142 | Lietuvos rytas       | 83:70    | 56:72     |
| KK Roter Stern Belgrad | 150:162 | Real Madrid          | 72:83    | 78:79     |
| UNICS Kasan            | 180:149 | Montepaschi Siena    | 83:53    | 97:96     |

## Halbfinale
|                | Gesamt  |                      | Hinspiel | Rückspiel |
| -------------- | ------- | -------------------- | -------- | --------- |
| Lietuvos rytas | 146:141 | FMP Železnik Belgrad | 77:69    | 69:72     |
| Real Madrid    | 151:141 | UNICS Kasan          | 67:78    | 84:63     |

## Finale
| Austragungsort | Datum      | Sieger      | Gegner         | Ergebnis |
| -------------- | ---------- | ----------- | -------------- | -------- |
| Charleroi      | 10.04.2007 | Real Madrid | Lietuvos rytas | 87:75    |

### Finals (MVP)
- Charles Smith (Real Madrid)